# Теннісон (Індіана)
Теннісон (англ. Tennyson) — місто (англ. town) в США, в окрузі Воррік штату Індіана. Населення — 213 особи (2020).

## Географія
Теннісон розташований за координатами 38°4′54″ пн. ш. 87°7′8″ зх. д. / 38.08167° пн. ш. 87.11889° зх. д. (38.081704, -87.118799).  За даними Бюро перепису населення США в 2010 році місто мало площу 0,61 км², уся площа — суходіл.

## Демографія
Згідно з переписом 2010 року, у місті мешкало 279 осіб у 106 домогосподарствах у складі 75 родин. Густота населення становила 461 особа/км².  Було 111 помешкання (183/км²).
Расовий склад населення:
| - 99,3 % — білих - 0,4 % — чорних або афроамериканців |

До двох чи більше рас належало 0,0 %. Частка іспаномовних становила 2,2 % від усіх жителів.
За віковим діапазоном населення розподілялося таким чином: 24,4 % — особи молодші 18 років, 62,7 % — особи у віці 18—64 років, 12,9 % — особи у віці 65 років та старші. Медіана віку мешканця становила 40,1 року. На 100 осіб жіночої статі у місті припадало 102,2 чоловіків;  на 100 жінок у віці від 18 років та старших — 88,4 чоловіків також старших 18 років.
Середній дохід на одне домашнє господарство  становив 43 414 долари США (медіана — 35 833), а середній дохід на одну сім'ю — 41 336 доларів (медіана — 38 125). За межею бідності перебувало 24,1 % осіб, у тому числі 26,3 % дітей у віці до 18 років та 2,1 % осіб у віці 65 років та старших.
Цивільне працевлаштоване населення становило 144 особи. Основні галузі зайнятості: освіта, охорона здоров'я та соціальна допомога — 30,6 %, виробництво — 18,1 %, мистецтво, розваги та відпочинок — 13,9 %, роздрібна торгівля — 11,1 %.